# Ophiomyia hirticeps
Ophiomyia hirticeps este o specie de muște din genul Ophiomyia, familia Agromyzidae, descrisă de Malloch în anul 1934. Conform Catalogue of Life specia Ophiomyia hirticeps nu are subspecii cunoscute.